# Andrew Uwe
Andrew Uwe (* 12. Oktober 1967) ist ein nigerianischer Fußballtrainer und ehemaliger -spieler. 

## Karriere

### Spieler
Die Profilaufbahn des Verteidigers begann 1985 bei der Mannschaft Leventis United in der Stadt Ibadan. Anschließend spielte er ebenfalls in Nigeria bei Iwuanyanwu Nationale und stand mit der Mannschaft 1988 im Endspiel des Afrikapokals der Landesmeister.
Uwe wechselte 1989 nach Belgien zum Drittligisten KSK Roeselare, 1994 nahm ihn der deutsche Regionalligist SV Wehen unter Vertrag. Zur Saison 1995/96 zog es ihn innerhalb Deutschlands zum VfB Oldenburg (ebenfalls Regionalliga). Mit dem VfB erreichte er 1996 den Aufstieg in die 2. Fußball-Bundesliga. Während des Spieljahres 1996/97 stand Uwe für Oldenburg in 31 Zweitliga-Begegnungen auf dem Platz, allerdings wurde der Klassenerhalt verfehlt. Nach einem weiteren Jahr mit dem VfB in der Regionalliga schloss er sich im Sommer 1998 LR Ahlen an, mit dem er in der Regionalliga West-Südwest antrat.
1999 ging Uwe nach Niedersachsen zurück, verstärkte den Nord-Regionalligisten BV Cloppenburg, ehe er 2000/01 wieder für den VfB Oldenburg (mittlerweile in der Oberliga Niedersachsen/Bremen) auflief. Anschließend wechselte er nach Houston in den US-Bundesstaat Texas und spielte für Houston Dynamo.

#### Nationalmannschaft
Uwe war Spielführer der nigerianischen Mannschaft, die 1985 bei der Junioren-Weltmeisterschaft in der Sowjetunion den dritten Platz belegte. 1988 wurde er mit der A-Nationalmannschaft Zweiter der Afrikameisterschaft und nahm im selben Jahr am Fußballturnier der Olympischen Sommerspiele teil.

### Trainer
In Texas wurde er als Trainer tätig, arbeitete als solcher bei der Mannschaft Houston Flying Eagles und beim Bellaire Soccer Club sowie für eine Schulmannschaft.
In Oldenburg war er in der Nachwuchsarbeit beschäftigt und gehörte zum Trainerstab des JFV Nordwest. Im Juni 2020 wurde Uwe Trainer des deutschen Landesligisten BV Essen in Niedersachsen, doch schon im August desselben Jahres endete die Zusammenarbeit. Im November 2020 wechselte er in sein Heimatland und wurde Cheftrainer der Fußballakademie des Vereins Vandrezzer FC.